# Acontia duenna
Acontia duenna är en fjärilsart som beskrevs av William Schaus 1898. Acontia duenna ingår i släktet Acontia och familjen nattflyn. Inga underarter finns listade i Catalogue of Life.